# موراكسيلة أطلنطية
موراكسيلة أطلنطية (الاسم العلمي: Moraxella atlantae) هي نوع من البكتيريا يتبع جنس الموراكسيلة من الفصيلة الموراكسيلية.